# Глен Едвардс (пілот)
Глен Е́двардс (англ. Glen Edwards; 5 березня 1918 року, Медисин-Гет, Альберта, Канада — 5 червня, 1948) — пілот-випробувач ВПС США.
У 1931 році його батьки переїхали до Каліфорнії.
У 1941 році закінчив Каліфорнійський університет Берклі зі ступенем в області хімічного машинобудування. 15 липня 1941 року завербувався у ВПС США. У лютому 1942 йому присвоєно звання другого лейтенанта на авіабазі Люк, Аризона.
В жовтні 1942 року відбув на фронт в Туніс у складі 86-ї бомбардувальної ескадрильї 47-ї бомбардувальної групи. Свої перші бойові вильоти здійснив проти наступаючих частин Роммеля. Воював в Алжирі, Тунісі, на Мальті, з 1943 року — в Італії. За цей час був нагороджений шістьма бойовими медалями.
У вересні 1943 року повернувся в США. Наприкінці 1944 року вступив до школи льотчиків-випробувачів ВПС США. 1 липня 1946 року призначений помічником керівника відділу льотних випробувань. Згодом навчався в Прінстоні, здобув науковий ступінь у галузі аеродинаміки. У травні 1948 року домігся призначення в Дейтон (шт. Огайо), де займався відпрацюванням методів дозаправки в повітрі бомбардувальників ХВ-46 від танкерів КВ-29.
19 травня 1948 був переведений у випробувальний центр Мюрок для участі в програмах випробування бомбардувальників YB-49 і В-45.
Загинув під час випробувань.
Мав подвійне американсько-канадське громадянство.
Іменем Глена Едвардса названо авіабазу Едвардс.